# Cimetière de La Garenne-Colombes
Le cimetière de La Garenne-Colombes est un cimetière communal se trouvant 96 rue Jules-Ferry à La Garenne-Colombes dans les Hauts-de-Seine. 

## Situation
Le cimetière est localisé à cheval sur deux communes : La Garenne-Colombes qui accueille la partie est, et Nanterre où se situe la partie ouest et le monument aux morts.

## Personnalités inhumées
- Le champion cycliste Lucien Choury (1898-1987).
- Gilbert Gil (1913-1988), acteur.
- Le comédien Alain Philippe (1949-1980)[2].
- Pierre Probst (1913-2007), illustrateur et écrivain, créateur du personnage de Caroline.

Outre le carré militaire et la statue du monument aux morts, on y trouve aussi un monument à la mémoire des Suédois inhumés en France, une stèle en hommage aux combattants morts en Indochine et en Afrique du Nord et un monument en mémoire des Garennois déportés.

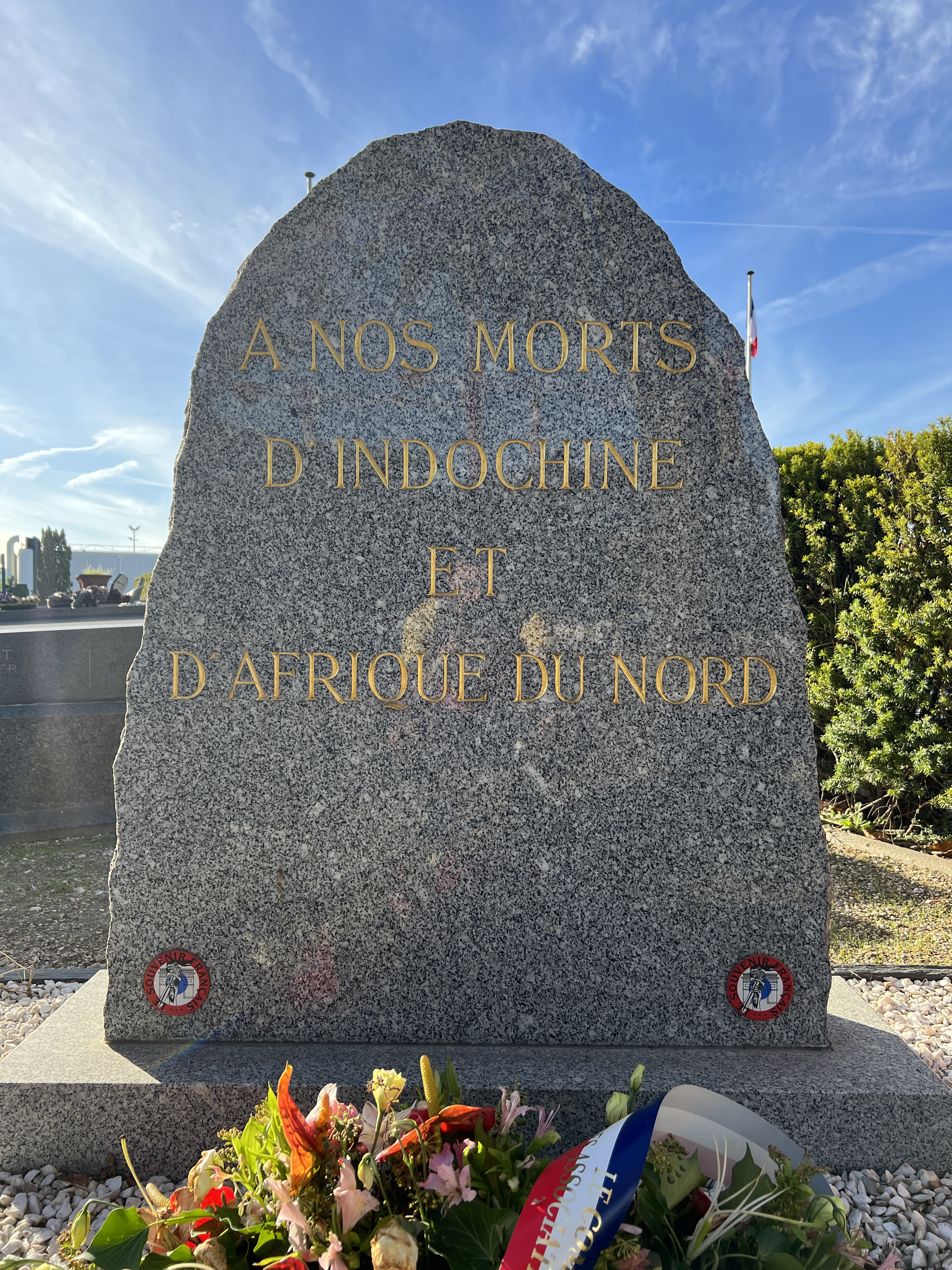
Monument aux morts des combattants d'Indochine et d'Afrique du Nord.